# 산타 사비나 성당

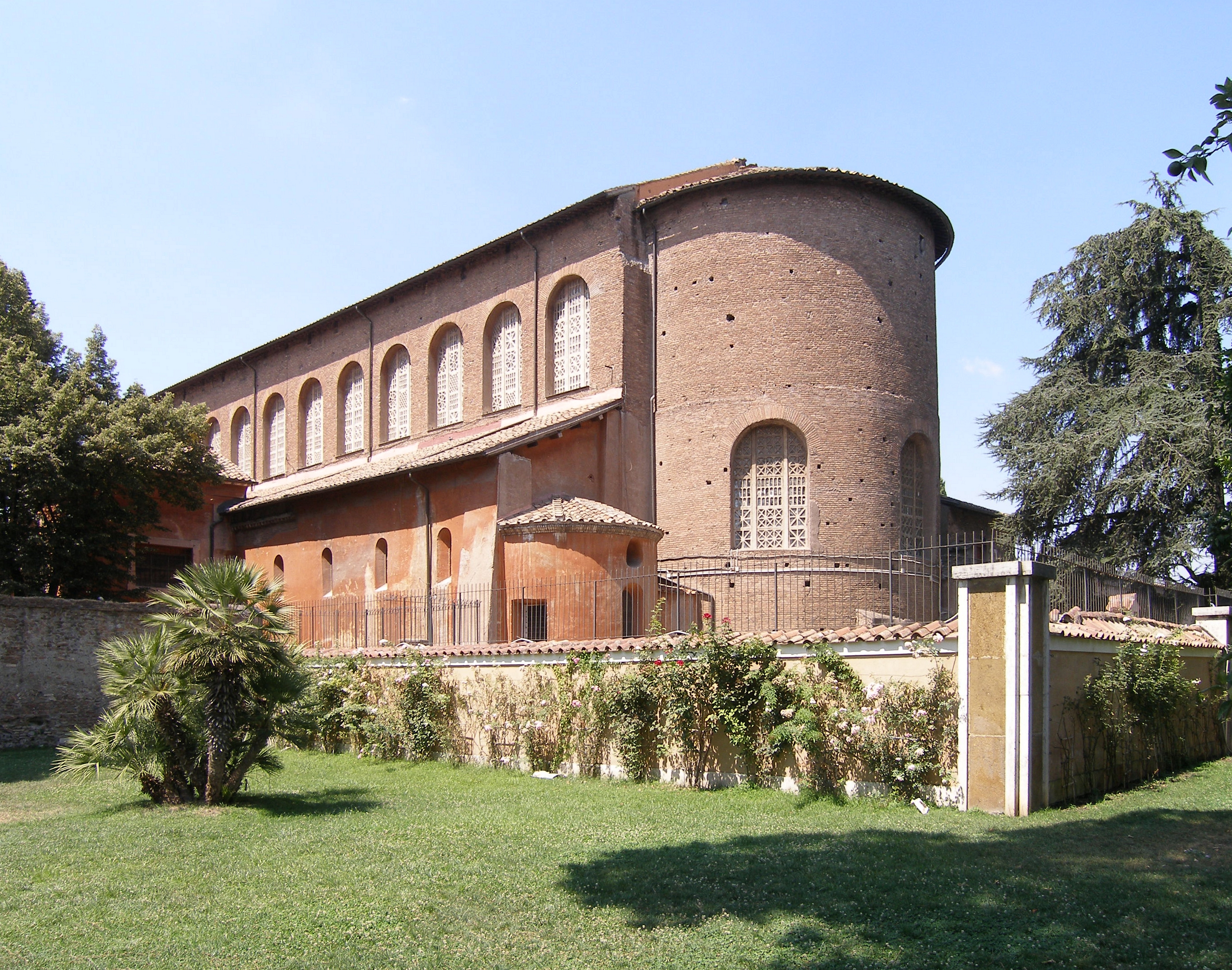
산타 사비나 성당

아벤티노의 산타 사비나 성당(라틴어: Basilica Sanctae Sabinae, 이탈리아어: Basilica di Santa Sabina all'Aventino)은 이탈리아 로마에 있는 명의성당이자 도미니코회의 모교회이다. 422년부터 432년까지 달마티아 출신의 성직자에 의해 건설되었으며, 아벤티노 언덕 꼭대기에 위치한다.
산타 사비나 성당은 기둥이 있는 고전적인 직사각형으로 설계되었다. 장식물들은 초기 그리스도인들의 원래 소박함을 되살리려는 의도에 따라 대부분 흰색이다. 창문을 통해 쏟아지는 햇빛과 함께 그들은 산타 사비나 성당에 맑은 공기와 넓은 장소를 만들어 주었다. 산타 마리아 마조레 대성전과 같은 다른 초기 성당들 대부분은 육중하고 화려하게 장식되었다. 산타 사비나 성당은 다른 성당들보다 소박하기 때문에 십자 형태로 교차하는 로마 시대 법정의 지붕이 잘 드러나 있다.